# Jón Gnarr
Jón Gnarr, född 2 januari 1967 i Reykjavik, är en isländsk politiker, komiker och skådespelare. Gnarr var Reykjaviks borgmästare 2010 - 2014 och ledare för partiet Besti flokkurinn (bästa partiet).
Han är från början skådespelare och komiker och har bland annat spelat rollfiguren Georg Bjarnfreðarson i de isländska tv-serierna Nattvakten, Dagvakten och Fångvakten, samt i långfilmen Bjarnfreðarson. 
Som en följd av finanskrisen grundades Besti flokkurinn som vann 6 av 15 platser i Reykjaviks kommunval år 2010. Partiledaren Gnarr blev borgmästare efter att ha inlett samarbete med Samfylkingin. Under sin valkampanj gjorde Gnarr en reklamvideo som blivit ganska omtalad. Det är en musikvideo där han i slutet står och tittar ut över staden Reykjavik och ger en massa märkliga vallöften, som att det ska komma en isbjörn till Reykjaviks zoo, och han lovar en drogfri regering 2020.
Någon dag efter att Jon Gnarr blev vald till borgmästare kom han in i stadshuset och tyckte att alla var så ovänliga, så han mejlade ut en video till alla kommunalanställda i Reykjavik där han förkunnade God dag-dagen. Han har gjort videon i Photo Booth och har förvrängt sitt ansikte.